# Cyclogramma flexilis
Cyclogramma flexilis là một loài thực vật có mạch trong họ Thelypteridaceae. Loài này được (H. Christ) Tagawa mô tả khoa học đầu tiên năm 1938.